# Lucciana
Lucciana là một xã của tỉnh Haute-Corse trên đảo Corse, Pháp. Xã này có diện tích 29,16 km², dân số năm 1999 là 3794 người. Khu vực này có độ cao 250 mét trên mực nước biển.
Thị trấn này tọa lạc bên bờ đông Corse, gần 20 km (12 mi) về phía nam của Bastia. Sân bay Bastia - Poretta nằm ở Lucciana.

## Dân số
| 1962 | 1968 | 1975 | 1982 | 1990 | 1999 |
| ---- | ---- | ---- | ---- | ---- | ---- |
| 799  | 1653 | 2507 | 2692 | 3217 | 3794 |
|      |      |      |      |      |      |